# Melanthia inquinata
Melanthia inquinata är en fjärilsart som beskrevs av B. Melanthia inquinata ingår i släktet Melanthia och familjen mätare. Inga underarter finns listade i Catalogue of Life.